# Hanbun no Tsuki ga Noboru Sora
Hanbun no Tsuki ga Noboru Sora (яп. 半分の月がのぼる空, «Небо с восходящим полумесяцем») — лайт-новел, написанная Цумугу Хасимото и иллюстрированная Кэйдзи Ямамото. Новелла была выпущена MediaWorks, а затем адаптирована в аниме, которое транслировалось в Японии в 2006 году и состояло из шести серий. Также были выпущены манга в двух томах, дорама и игровой фильм. В 2010 году лайт-новел была переделана в виде сборника из двух томов.

## Сюжет
Основное действие романа происходит в больнице «Вакаба» небольшого города Исе, в которую попадает главный герой, Юити Эдзаки. Он учится в предпоследнем классе старшей школы и мечтает уехать из захолустного города, поступив в один из университетов Токио. У Юити лёгкая форма гепатита, поэтому ему нужно пробыть на стационаре в течение месяца или двух, соблюдая строгий больничный режим. Однако, немного поправившись и устав от больничной жизни, он начинает по вечерам убегать из больницы к своему другу Цукасе. Так как пациенту без особого разрешения этого делать не положено, иногда его ловит медсестра Акико Танидзаки, довольно жестоко наказывая.
Через некоторое время в левое крыло больницы, предназначенное для тяжело больных пациентов, из другого города переводят девочку Рику, примерно того же возраста что и Юити. Рика, несмотря на исключительную красоту, имеет очень скверный характер, возможной причиной которого является то, что она провела большую часть жизни в больнице. С небольшой помощью Акико они знакомятся, и Юити начинает выполнять различные прихоти Рики. Со временем читатель узнаёт, что у Рики тяжёлое сердечное заболевание, от которого несколько лет назад во время операции умер её отец. Общение с Юити помогает Рике набраться решимости для очень опасной операции, которая может немного продлить ей жизнь.
Для проведения операции вместе с Рикой в ту же больницу переводится, известный своим профессионализмом, доктор Горо Нацумэ, который в течение нескольких лет был ведущим врачом Рики. Его жизнь во многом схожа с тем, что предстоит Юити. Окончив школу, он поступил в один из лучших университетов Японии, и вместе со своей девушкой, Саёко, переехал в Токио, а после выпуска женился на ней. Во время учёбы в университете, они узнают, что у Саёко тяжёлое заболевание сердца. Нацумэ прикладывает ещё больше усилий в своей работе ради Саёко, но спасти свою жену ему так и не удаётся. В больницу «Вакаба» он попадает разбитый и разочарованный жизнью. Поэтому в начале романа он выступает против того, чтобы отношения Рики и Юити перешли за рамки дружеских.

## Персонажи

### В больнице
Юити Эдзаки (яп. 戎崎 裕一) — Семнадцатилетний юноша, который попадает в больницу с гепатитом A. Несколько лет назад потерял отца, о чём не сильно сожалеет, так как последний был лудоманом, алкоголиком и часто изменял матери Юити. Юити пытается как можно сильнее отличаться от своего отца. Он отрицает всякую привязанность к этому человеку, однако даже о таком отце есть приятные воспоминания. Найдя старую фотокамеру, принадлежавшую отцу, он понемногу увлекается фотографией. Юити очень хочет уехать как можно дальше от родного города, но ради Рики решает остаться в Исе.
Сэйю: Кэнъити Судзумура
Рика Акиба (яп. 秋庭 里香) — Семнадцатилетняя девушка, которая провела большую часть жизни в больнице. Имеет хорошую память, прекрасную внешность, но ужасный характер, чем она может довести до слёз даже врачей. У Рики нет друзей в новом городе, а всё своё время она проводит читая книги своего отца. В конце романа, после операции начинает посещать ту же школу, что и Юити. Ей приходится начать с первого года старшей школы, то есть на 3 года позже чем обычно. Нацумэ считает, что даже пройдя операцию, Рика проживёт ещё лишь 5-10 лет. Зная это Юити всё равно хочет всегда быть рядом с Рикой.
Сэйю: Микако Такахаси
Акико Танидзаки (яп. 谷崎 亜希子) — Медсестра, бывшая в школьной хулиганской банде. Стремится стать хорошей медсестрой, но, имея сложное прошлое, ей это даётся не легко. Кажется, что она получает удовольствие от издевательств над Юити, хотя на самом деле просто очень заботится о своих пациентах. С самого начала выступает за сближение Юити с Рикой.
Сэйю: Юки Кодайра
Тада Ёсидзо (яп. 多田 吉蔵) — Пациент, пожилой мужчина с повадками сексуального извращенца. Болеет сахарным диабетом, но всё равно тайком ворует сладости. Он настаивает на том, что Юити должен быть с Рикой несмотря ни на что, если он действительно её любит. Тада говорит, что сам он глуп, так как прожил жизнь, так и не найдя любимого человека. Имеет огромную коллекцию порнографических журналов, которую на смертном одре завещает Юити.
Сэйю: Кодзи Яда
Горо Нацумэ (яп. 夏目 吾郎) — Талантливый хирург, который наблюдает Рику с детства. Его жена умерла от похожего заболевания, поэтому поначалу он возражает против отношений Рики и Юити, так как видит в этом повторение своей жизни. Этому персонажу посвящён почти весь 4-й том ранобэ.
Сэйю: Хироаки Хирата

### Вне больницы
Тамоцу Яманиси (яп. 山西 保) — Одноклассник Юити, с которым он знаком с детства. Испытывает заметно больший интерес к завещанию Тады Ёсидзо. Юити не испытывает к нему сильной привязанности, так как чувствует в нём часть себя, которая воплощает его никчёмность. Так же как и Юити, хочет поехать в Токио, но не может, ибо ему нужно продолжать дело своего отца, продажного чиновника.
Сэйю: Акира Сасанума
Цукаса Сэкогути (яп. 世古口 司) — Лучший друг Юити, к которому тот часто заходит во время побегов из больницы. Обладает телосложением настоящего борца, но увлекается кулинарией и астрономией. Имеет сильный, но мягкий характер, и умение открыто выражать свои мысли, за что Юити сильно ценит его дружбу. Старший брат Цукасы — профессиональный рестлер, поэтому Цукаса немного знаком с этим видом борьбы, хоть и скрывает это. Во время приключений с Юити одевает маски различных латиноамериканских рестлеров. После некоторых событий влюбляется в Миюки.
Сэйю: Нобуяки Кобуси
Миюки Мидзутани (яп. 水谷 みゆき) — Подруга детства Юити. В начале романа имеет с ним холодные отношения после нескольких инцидентов. Знакомится с Рикой в больнице и становится её лучшей подругой. После некоторых событий начинает встречаться с Цукасой.
Сэйю: Юки Мацуока

## Ранобэ
Лайт-новел состоит 6-ти томов основного сюжета и 2-х томов дополнительных рассказов (в частности о том времени, когда Рика ходит в школу). Аниме снято по малой части первых нескольких томов. 
В переработанное издание ранобэ включены лишь первые 5 томов.

### Названия томов
1. looking up at the half-moon ISBN 4-8402-2488-9（25 октября 2003）
2. waiting for the half-moon ISBN 4-8402-2606-7（25 февраля 2004）
3. wishing upon the half-moon ISBN 4-8402-2783-7（25 сентября 2004）
4. grabbing at the half-moon ISBN 4-8402-2936-8（25 февраля 2005）
5. long long walking under the half-moon ISBN 4-8402-3145-1（25 сентября 2005）
6. life goes on　　　　　　　　ISBN 4-8402-3306-3（25 февраля 2006）
7. another side of the moon-first quarter ISBN 4-8402-3450-7（25 июня 2006）
8. another side of the moon-last quarter ISBN 4-8402-3519-8（25 августа 2006）

#### Переработанное издание
- Hanbun no Tsuki ga Noboru Sora〈первая часть〉 ISBN 4-0486-8519-8（3 апреля 2010） - Включает 1-3 тома.
- Hanbun no Tsuki ga Noboru Sora〈вторая часть〉 ISBN 4-0486-8520-1（25 мая 2010） - Включает 4-5 тома.

### Список книг из ранобэ
- 1 том: Акутагава, Рюносукэ. «Мандарин»; Беатриса Поттер. «Кролик Питер»
- 2 том: Кэндзи Миядзава. «Ночь на Галактической железной дороге»
- 3 том: Роже Мартен дю Гар. «Семья Тибо»
- 4 том: Ацуси Накадзима. «Записки о горной луне»
- 5 том: Осаму Дадзай. «Исповедь неполноценного человека»
- 7 том: Мори Огай. «Лодка на реке Такасэ»
- 8 том: Луиза Мэй Олкотт. «Маленькие женщины»

## Список серий аниме
| № серии | Заглавие | Трансляция в Японии |
| ------- | --- | ------------------- |
| 1       | Акико, девочка и Акутагава Рюноскэ «Akiko-san to Shōjo to Akutagawa Ryuunosuke» (亜希子さんと少女と芥川龍之介) | 12.01.2006          |
| 2       | Завещание коллекции Тада «Tada Korekushon no Sōzoku» (多田コレクションの相続)                                  | 26.01.2006          |
| 3       | Смерть коллекции Эдзаки и... «Ezaki Korekushon no Shūen~Soshite» (戎崎コレクションの終焉～そして)              | 02.02.2006          |
| 4       | Всего лишь один день школьной жизни «Ichinichi Dake no Sukūru Raifu» (一日だけのスクールライフ)                | 09.02.2006          |
| 5       | Остановленная минута «Tomerareta Ippun» (とめられた一分)                                                       | 16.02.2006          |
| 6       | Обе наши руки «Bokutachi no Ryōte wa» (僕たちの両手は)                                                         | 23.02.2006          |